# Stig Olin
Stig Olin (Stoccolma, 11 settembre 1920 – Stoccolma, 28 giugno 2008) è stato un attore, regista e cantante svedese.

## Biografia
Ha recitato in numerosi film di Ingmar Bergman.
Dal 1944 al 1980 è stato sposato con l'attrice Britta Holmberg da cui ebbe una figlia, anch'essa attrice, Lena Olin. Dal 1980 al 1990 è stato sposato con l'attrice Helena Kallenbäck.

## Filmografia parziale

### Attore
- Spasimo, regia di Alf Sjöberg (1944)
- Crisi, regia di Ingmar Bergman (1946)
- La furia del peccato, regia di Gustaf Molander (1947)
- Eva, regia di Gustaf Molander (1948)
- La prigione, regia di Ingmar Bergman (1948)
- Verso la gioia, regia di Ingmar Bergman (1949)
- Ciò non accadrebbe qui, regia di Ingmar Bergman (1950)
- Un'estate d'amore, regia di Ingmar Bergman (1951)